# سایبرسدورف
سایبرسدورف (به آلمانی: Seibersdorf) یک منطقهٔ مسکونی در اتریش است که در ناحیه بادن واقع شده‌است. سایبرسدورف ۱٬۳۳۴ نفر جمعیت دارد.